# Linanthus inyoensis
Linanthus inyoensis är en blågullsväxtart som först beskrevs av Ivan Murray Johnston, och fick sitt nu gällande namn av J.M. Porter och L.A. Johnson. Linanthus inyoensis ingår i släktet Linanthus och familjen blågullsväxter. Inga underarter finns listade i Catalogue of Life.